# Česká Třebová
Česká Třebová település Csehországban, az Ústí nad Orlicí-i járásban. Česká Třebová Rybník, Rudoltice, Dolní Dobrouč, Dlouhá Třebová, Semanín, Přívrat, Ostrov, Ústí nad Orlicí, Litomyšl, Strakov és Němčice településekkel határos. Lakosainak száma 15 119 fő (2024. január 1.).

## Népesség
A település lakosságának változását az alábbi diagram mutatja:
| Lakosok száma | 5141 | 17 036 | 8380 | 12 178 | 17 136 | 15 653 | 15 608 | 15 508 | 15 062 | 15 119 |
|               | 1869 | 1890   | 1921 | 1950   | 1980   | 2011   | 2017   | 2019   | 2022   | 2024   |